# Al-Ashraf Khalil
al-Ashraf Khalil, nome completo al-Malik al-Ashraf Ṣalāḥ al-Dīn Khalīl ibn Qalāwūn (in arabo الملك الأشرف صلاح الدين خليل بن قلاوون‎?; Il Cairo, 1262 – Kom Turuga, 14 dicembre 1293), è stato l'ottavo sultano mamelucco d'Egitto, appartenente alla dinastia Bahri, di etnia turca Kipčaki.
Salì al trono nel 1290, alla morte del padre Qalawun, e regnò fino al suo assassinio, avvenuto nel dicembre 1293.
È famoso soprattutto per la vittoria nell'assedio di San Giovanni d'Acri del 1291, che si concluse con la conquista della città, segnando la fine del regno crociato di Gerusalemme.